# Alexandre Correia Teles de Araújo e Albuquerque
Alexandre Correia Teles de Araújo e Albuquerque, também conhecido como "Deus Xandre" ComSE (Albergaria-a-Velha, Albergaria-a-Velha, Casa dos Albuquerques, 11 de Março de 1875 - Lisboa, 9 de Agosto de 1937) foi um académico e político português.

## Família
Filho de Bernardino Máximo Tavares da Silva Álvares de Araújo e Albuquerque e de sua mulher Luísa Delfina Correia Teles.

## Biografia
Bacharel formado em Direito pela Faculdade de Direito da Universidade de Coimbra e pela Faculdade de Direito da Universidade Federal do Rio de Janeiro, Presidente da Câmara Municipal de Estarreja, Chefe de Gabinete do Ministro do Reino, Contador do Tribunal da Relação de Lisboa, cargo de que foi demitido após a Implantação da República Portuguesa, Chefe dos Pelotões Civis nas Invasões ou Incursões Monárquicas de 1911 do Comandante Henrique Mitchell de Paiva Cabral Couceiro, Bibliotecário, Secretário-Geral e Sócio Honorário do Real Gabinete Português de Leitura do Rio de Janeiro, Secretário-Geral e Sócio Honorário da Câmara Portuguesa de Comércio e Indústria do Rio de Janeiro, Vogal do Conselho Superior Judiciário, Deputado em várias Legislaturas, Sócio do Instituto de Coimbra, Comendador da Ordem Militar de Sant'Iago da Espada, Cavaleiro da Ordem Nacional da Legião de Honra de França, etc., etc.
Foi, também, escritor e Poeta. Além dos artigos em vários jornais, e da Carta Aberta à Academia de Coimbra, Coimbra, 1898, onde polemiza com António Macieira (republicano, futuro Ministro da Justiça), Egas Moniz e outros, após uma cena de pugilato com o citado Macieira; e da Dissertação apresentada à Faculdade Livre de Ciências jurídicas e sociais, Rio de Janeiro, 1916, são da sua autoria: A espada, Rio de Janeiro, 1916; Portugal Pequenino, 1917; As duas edições dos Lusíadas de 1572, Rio de Janeiro, 1921; O Herói camoneano, Rio de Janeiro, 1921; Duas conferências. O problema da educação em Eça de Queiroz. O equilíbrio estético dos Lusíadas, Lisboa, 1936;
A título póstumo foi lançado Coração Exilado, separata do Boletim da Academia Portuguesa de Ex-líbris, ano 48 e 49, Lisboa 1969, obra esta última contendo, entre outros, sonetos, quadras, trípticos, vária e uma peça em um acto, em verso, chamada o Galante julgamento, e representada pela primeira vez no teatro Trianon do Rio de Janeiro, a 3 de Janeiro de 1916, com encenação de Cristiano de Sousa. Dele dirá João de Castro Osório: «Com plena consciência, baseada no estudo, afirmo que bastantes dos breves e pouco numeros Poemas de Alexandre de Albuquerque devem perdurar no tesouro da Poesia de Língua Portuguesa e génio lusíada»

## Casamento e descendência
Casou com Isabel Maria da Conceição Ribeiro de Almeida e foi pai de Mário Correia Teles de Araújo e Albuquerque.